# Chazelles (Jura)
Chazelles era una comuna francesa situada en el departamento de Jura, de la región de Borgoña-Franco Condado, que el 1 de abril de 2016 pasó a formar parte de la comuna nueva de Les Trois-Châteaux al fusionarse con las comunas de L'Aubépin y Nanc-lès-Saint-Amour.

## Demografía
| Gráfica de evolución demográfica de Chazelles entre 1800 y 2014 |
|                                                                 |

Los datos demográficos contemplados en este gráfico de la comuna de Chazelles se han cogido de 1800 a 1999 de la página francesa EHESS/Cassini, y los demás datos de la página del INSEE.